# Timothy Alden
Timothy Alden (28 de agosto de 1771-5 de julio de 1839) fue un educador y clérigo cristiano estadounidense.

## Biografía
Nació en Yarmouth, Massachusetts, el 28 de agosto de 1771. Tras obtener un título en teología por la Universidad de Harvard en 1794, fue nombrado pastor en 1799. Como educador, ocupó cargos en Boston, Cincinnati y Newark. Fundó el Allegheny College en 1817 y fue presidente del mismo durante 14 años.
Alden fue egresado de la Escuela de Teología Harvard. Históricamente, la universidad estuvo afiliada a la iglesia Metodista Unida después de 1833, aunque actualmente no es sectaria. La primera clase, compuesta por cuatro estudiantes varones, comenzó el 4 de julio de 1816, sin contar con edificios académicos formales. En seis años, Alden reunió fondos suficientes para comenzar la construcción del campus. El primer edificio erigido, la biblioteca, fue diseñado por el propio Alden y constituye un notable ejemplo de la arquitectura estadounidense temprana. Bentley Hall recibe su nombre en honor a William Bentley, quien donó su biblioteca privada a la universidad, una colección de considerable valor y relevancia. En 1824, Thomas Jefferson escribió a Alden, expresando su esperanza de que su Universidad de Virginia pudiera algún día poseer la riqueza de la biblioteca de Allegheny. Alden fue presidente de la universidad hasta 1831, cuando dificultades financieras y de matrícula lo obligaron a dimitir. Falleció en Pittsburgh el 5 de julio de 1839.